# Большая мечеть Ямы
Большая мечеть Ямы (араб. مسجد ياما‎) — джума-мечеть в деревне Яма в регионе Тахуа в Нигере.

## История
В 1962 году старейшины деревни Яма (Ямма) решили построить новую джума-мечеть. До этого в селе было несколько маленьких домашних мечетей. Спроектировать здание было поручено известному нигерскому архитектору, уроженцу Ямы Эльхаджи Мамуду Фальке Барму. 
Строительство велось жителями деревни за средства общины. На первом этапе мечеть представляла собой прямоугольное здание с михрабом. В 1975 году Фальке Барму дополнил здание новой крышей и куполом. В 1978 года он построил входную пристройку и четыре монументальных угловых башни. Строительные работы были завершены в 1982 году.
Мечеть была построена из традиционных для этого региона материалов — глины, навоза, соломы и травы с применением инновационных технологий предложенных Фальке Барму. Благодаря этому Большая мечеть Ямы была удостоена в 1986 году Премии Ага Хана в области архитектуры. Считается главной работой Фальке Барму. Находится с 2006 года в Предварительном списке для включения в Всемирное наследие ЮНЕСКО. 
Из-за хрупкости материалов, зданию требуются постоянные ремонтные работы. 

## Описание
Большая мечеть расположена на равнине в центре села. Имеет длину 23 метра и ширину 18,7 метра, занимает площадь 430,1 квадратных метра. Главный вход находится с северной стороны, выходящей на главную улицу. Вокруг мечети есть обнесенный стеной внутренний двор неправильной формы, который, особенно в его южной части, предлагает место для религиозных мероприятий за пределами главного здания.
Прямоугольный молитвенный зал имеет купол и 29 колонн внутри, который расширяется михрабом в форме короны. На фасаде мечети есть множество небольших оконных проемов. Четыре минарета представляют собой угловые башни высотой до 11 метров. Массивными снизу башни, сужаются к вершине. Нижняя часть фасада украшена расписными геометрическими узорами. К дополнительным декоративным элементам относятся ниши, ажурные детали стен и рельефы.